# Fuentelahiguera de Albatages
Fuentelahiguera de Albatages település Spanyolországban, Guadalajara tartományban. Fuentelahiguera de Albatages Guadalajara, Galápagos, Valdenuño Fernández, Viñuelas, Villaseca de Uceda, Matarrubia, Malaguilla és Málaga del Fresno községekkel határos. Lakosainak száma 118 fő (2024).

## Népesség
A település népessége az utóbbi években az alábbiak szerint változott:
| Lakosok száma | 156  | 156  | 149  | 146  | 132  | 134  | 123  | 136  | 132  | 118  |
|               | 2001 | 2004 | 2006 | 2009 | 2011 | 2014 | 2016 | 2019 | 2021 | 2024 |